# Campionato mondiale maschile under 19 di pallavolo 2021
Il campionato mondiale maschile under 19 di pallavolo 2021, diciassettesima edizione dell'omonima competizione, si è svolto dal 24 agosto al 2 settembre 2021 a Teheran, in Iran: al torneo hanno partecipato venti squadre nazionali under 19 e la vittoria finale è andata per la seconda volta alla Polonia.

## Impianti
|                                                                            |                                                                                    |  |
|                                                                            |                                                                                    |  |
| Azadi Volleyball Hall Città: Teheran Capienza: 3 000 Anno d'apertura: 1971 | Palazzetto dello Sport Azadi Città: Teheran Capienza: 12 000 Anno d'apertura: 1974 |  |

## Regolamento

### Formula
La formula ha previsto:
- Fase a gironi, disputata con girone all'italiana: le prime quattro classificate di ogni girone hanno acceduto alla fase finale per il primo posto, mentre l'ultima classifica di ogni girone ha acceduto alla fase finale per il diciassettesimo posto.
- Fase finale disputata con:
  - Fase finale per il primo posto, giocata con ottavi di finale, quarti di finale, semifinali, finale per il terzo posto e finale; le sconfitte agli ottavi di finale hanno acceduto alla fase finale per il nono posto, mentre le sconfitte ai quarti di finale hanno acceduto alla fase finale per il quinto posto.
  - Fase finale per il quinto posto, giocata con semifinali, finale per il settimo posto e finale per il quinto posto.
  - Fase finale per il nono posto, giocata con quarti di finale, semifinali, finale per l'undicesimo posto e finale per il nono posto; le sconfitte ai quarti di finale hanno acceduto alla fase finale per il tredicesimo posto.
  - Fase finale per il tredicesimo posto, giocata con semifinali, finale per il quindicesimo posto e finale per il tredicesimo posto.
  - Fase finale per il diciassettesimo posto, giocata con un girone all'italiana.

### Criteri di classifica
Se il risultato finale è stato di 3-0 o 3-1 sono stati assegnati 3 punti alla squadra vincente e 0 a quella sconfitta, se il risultato finale è stato di 3-2 sono stati assegnati 2 punti alla squadra vincente e 1 a quella sconfitta.
L'ordine del posizionamento in classifica è stato definito in base a:
- Numero di partite vinte;
- Punti;
- Ratio dei set vinti/persi;
- Ratio dei punti realizzati/subiti;
- Risultati degli scontri diretti.

## Squadre partecipanti
| Squadra         | Qualificazione                                               | Ultima partecipazione |
| --------------- | ------------------------------------------------------------ | --------------------- |
| Argentina       | 3ª nel FIVB World Rankings                                   | Tunisia 2019          |
| Belgio          | 6ª al campionato europeo maschile under 18 2020              | Argentina 2015        |
| Bielorussia     | 10ª nel FIVB World Rankings                                  | Tunisia 2019          |
| Brasile         | Rankings CSV                                                 | Tunisia 2019          |
| Bulgaria        | 4ª al campionato europeo maschile under 18 2020              | Tunisia 2019          |
| Camerun         | 2ª al campionato africano maschile under 19 2020             | Debutto               |
| Colombia        | Rankings CSV                                                 | Tunisia 2019          |
| Cuba            | Rankings NORCECA                                             | Tunisia 2019          |
| Egitto          | 4ª nel FIVB World Rankings                                   | Tunisia 2019          |
| Germania        | 5ª al campionato europeo maschile under 18 2020              | Tunisia 2019          |
| Guatemala       | Rankings NORCECA                                             | Debutto               |
| India           | 49ª nel FIVB World Rankings                                  | Italia 2009           |
| Iran            | Paese organizzatore                                          | Tunisia 2019          |
| Italia          | 1ª al campionato europeo maschile under 18 2020              | Tunisia 2019          |
| Nigeria         | 1ª al campionato africano maschile under 19 2020             | Tunisia 2019          |
| Polonia         | 3ª al campionato europeo maschile under 18 2020              | Bahrain 2017          |
| Rep. Ceca       | 2ª al campionato europeo maschile under 18 2020              | Tunisia 2019          |
| Rep. Dominicana | 24ª nel FIVB World Rankings                                  | Tunisia 2019          |
| Russia          | 2ª nel FIVB World Rankings                                   | Tunisia 2019          |
| Thailandia      | 5ª al campionato asiatico e oceaniano maschile under 18 2018 | Thailandia 2003       |

## Torneo

### Prima fase
| Girone A  | Girone B    | Girone C   | Girone D        |
| --------- | ----------- | ---------- | --------------- |
| Guatemala | Bielorussia | Belgio     | Argentina       |
| India     | Brasile     | Bulgaria   | Cuba            |
| Iran      | Colombia    | Camerun    | Egitto          |
| Nigeria   | Italia      | Russia     | Germania        |
| Polonia   | Rep. Ceca   | Thailandia | Rep. Dominicana |

#### Girone A

##### Risultati
| 24 agosto 2021 Palazzetto dello Sport Azadi, Teheran Durata: 1h:33 - Spettatori: ? | Nigeria   | 1 - 3 | India     | 17-25, 25-23, 21-25, 24-26 |
| 24 agosto 2021 Palazzetto dello Sport Azadi, Teheran Durata: 0h:00 - Spettatori: 0 | Iran      | 3 - 0 | Guatemala | 25-0, 25-0, 25-0           |
| 25 agosto 2021 Palazzetto dello Sport Azadi, Teheran Durata: 1h:03 - Spettatori: ? | Polonia   | 3 - 0 | Nigeria   | 25-10, 25-14, 25-18        |
| 25 agosto 2021 Palazzetto dello Sport Azadi, Teheran Durata: 1h:14 - Spettatori: ? | Iran      | 3 - 0 | India     | 25-22, 25-15, 25-22        |
| 26 agosto 2021 Palazzetto dello Sport Azadi, Teheran Durata: 0h:00 - Spettatori: 0 | Nigeria   | 3 - 0 | Guatemala | 25-0, 25-0, 25-0           |
| 26 agosto 2021 Palazzetto dello Sport Azadi, Teheran Durata: 1h:03 - Spettatori: ? | Polonia   | 3 - 0 | India     | 25-14, 25-15, 25-18        |
| 27 agosto 2021 Palazzetto dello Sport Azadi, Teheran Durata: 0h:00 - Spettatori: 0 | Guatemala | 0 - 3 | India     | 0-25, 0-25, 0-25           |
| 27 agosto 2021 Palazzetto dello Sport Azadi, Teheran Durata: 1h:27 - Spettatori: ? | Iran      | 0 - 3 | Polonia   | 23-25, 23-25, 15-25        |
| 28 agosto 2021 Palazzetto dello Sport Azadi, Teheran Durata: 0h:00 - Spettatori: 0 | Guatemala | 0 - 3 | Polonia   | 0-25, 0-25, 0-25           |
| 28 agosto 2021 Palazzetto dello Sport Azadi, Teheran Durata: 1h:11 - Spettatori: ? | Iran      | 3 - 0 | Nigeria   | 25-19, 25-13, 25-19        |

##### Classifica
| Pos. | Squadra   | Pt | G | V | P | SV | SP | Ratio | PF  | PS  | Ratio |
| ---- | --------- | -- | - | - | - | -- | -- | ----- | --- | --- | ----- |
| 1.   | Polonia   | 12 | 4 | 4 | 0 | 12 | 0  | MAX   | 300 | 150 | 2,000 |
| 2.   | Iran      | 9  | 4 | 3 | 1 | 9  | 3  | 3,000 | 286 | 185 | 1,545 |
| 3.   | India     | 6  | 4 | 2 | 2 | 6  | 7  | 0,857 | 280 | 237 | 1,181 |
| 4.   | Nigeria   | 3  | 4 | 1 | 3 | 4  | 9  | 0,444 | 255 | 249 | 1,024 |
| 5.   | Guatemala | 0  | 4 | 0 | 4 | 0  | 12 | 0,000 | 0   | 300 | 0,000 |

      Qualificata agli ottavi di finale.
      Qualificata al girone per il 17º posto.

#### Girone B

##### Risultati
| 24 agosto 2021 Palazzetto dello Sport Azadi, Teheran Durata: 1h:52 - Spettatori: ? | Rep. Ceca | 3 - 1 | Colombia    | 21-25, 25-18, 32-30, 25-17       |
| 24 agosto 2021 Palazzetto dello Sport Azadi, Teheran Durata: 1h:20 - Spettatori: ? | Italia    | 3 - 0 | Brasile     | 27-25, 25-21, 25-21              |
| 25 agosto 2021 Palazzetto dello Sport Azadi, Teheran Durata: 1h:18 - Spettatori: ? | Brasile   | 3 - 0 | Bielorussia | 25-20, 25-16, 25-21              |
| 25 agosto 2021 Palazzetto dello Sport Azadi, Teheran Durata: 1h:24 - Spettatori: ? | Italia    | 3 - 0 | Rep. Ceca   | 25-19, 29-27, 25-15              |
| 26 agosto 2021 Palazzetto dello Sport Azadi, Teheran Durata: 1h:15 - Spettatori: ? | Italia    | 3 - 0 | Bielorussia | 25-21, 25-16, 25-17              |
| 26 agosto 2021 Palazzetto dello Sport Azadi, Teheran Durata: 1h:46 - Spettatori: ? | Brasile   | 3 - 1 | Colombia    | 27-29, 25-12, 25-12, 26-24       |
| 27 agosto 2021 Palazzetto dello Sport Azadi, Teheran Durata: 1h:08 - Spettatori: ? | Italia    | 3 - 0 | Colombia    | 25-17, 25-16, 25-18              |
| 27 agosto 2021 Palazzetto dello Sport Azadi, Teheran Durata: 1h:12 - Spettatori: ? | Rep. Ceca | 3 - 0 | Bielorussia | 25-13, 25-19, 25-23              |
| 28 agosto 2021 Palazzetto dello Sport Azadi, Teheran Durata: 1h:59 - Spettatori: ? | Brasile   | 3 - 2 | Rep. Ceca   | 25-21, 21-25, 19-25, 25-17, 15-9 |
| 28 agosto 2021 Palazzetto dello Sport Azadi, Teheran Durata: 1h:53 - Spettatori: ? | Colombia  | 3 - 1 | Bielorussia | 25-18, 25-23, 19-25, 29-27       |

##### Classifica
| Pos. | Squadra     | Pt | G | V | P | SV | SP | Ratio | PF  | PS  | Ratio |
| ---- | ----------- | -- | - | - | - | -- | -- | ----- | --- | --- | ----- |
| 1.   | Italia      | 12 | 4 | 4 | 0 | 12 | 0  | MAX   | 306 | 233 | 1,313 |
| 2.   | Brasile     | 8  | 4 | 3 | 1 | 9  | 6  | 1,500 | 350 | 308 | 1,136 |
| 3.   | Rep. Ceca   | 7  | 4 | 2 | 2 | 8  | 7  | 1,142 | 336 | 329 | 1,021 |
| 4.   | Colombia    | 3  | 4 | 1 | 3 | 5  | 10 | 0,500 | 316 | 374 | 0,844 |
| 5.   | Bielorussia | 0  | 4 | 0 | 4 | 1  | 12 | 0,083 | 259 | 323 | 0,801 |

      Qualificata agli ottavi di finale.
      Qualificata al girone per il 17º posto.

#### Girone C

##### Risultati
| 24 agosto 2021 Azadi Volleyball Hall, Teheran Durata: 1h:11 - Spettatori: ? | Bulgaria   | 3 - 0 | Thailandia | 25-19, 25-21, 25-22        |
| 24 agosto 2021 Azadi Volleyball Hall, Teheran Durata: 1h:58 - Spettatori: ? | Russia     | 3 - 1 | Belgio     | 23-25, 25-23, 25-19, 34-32 |
| 25 agosto 2021 Azadi Volleyball Hall, Teheran Durata: 1h:49 - Spettatori: ? | Bulgaria   | 1 - 3 | Russia     | 25-21, 22-25, 30-32, 22-25 |
| 25 agosto 2021 Azadi Volleyball Hall, Teheran Durata: 1h:23 - Spettatori: ? | Thailandia | 3 - 1 | Camerun    | 21-25, 25-13, 25-21, 25-20 |
| 26 agosto 2021 Azadi Volleyball Hall, Teheran Durata: 1h:16 - Spettatori: ? | Russia     | 3 - 0 | Camerun    | 25-17, 26-24, 25-19        |
| 26 agosto 2021 Azadi Volleyball Hall, Teheran Durata: 1h:17 - Spettatori: ? | Belgio     | 0 - 3 | Bulgaria   | 30-32, 17-25, 15-25        |
| 27 agosto 2021 Azadi Volleyball Hall, Teheran Durata: 1h:10 - Spettatori: ? | Camerun    | 0 - 3 | Belgio     | 19-25, 16-25, 22-25        |
| 27 agosto 2021 Azadi Volleyball Hall, Teheran Durata: 1h:09 - Spettatori: ? | Russia     | 3 - 0 | Thailandia | 25-15, 25-23, 25-23        |
| 28 agosto 2021 Azadi Volleyball Hall, Teheran Durata: 1h:43 - Spettatori: ? | Thailandia | 1 - 3 | Belgio     | 21-25, 28-26, 19-25, 24-26 |
| 28 agosto 2021 Azadi Volleyball Hall, Teheran Durata: 1h:04 - Spettatori: ? | Camerun    | 0 - 3 | Bulgaria   | 19-25, 18-25, 19-25        |

##### Classifica
| Pos. | Squadra    | Pt | G | V | P | SV | SP | Ratio | PF  | PS  | Ratio |
| ---- | ---------- | -- | - | - | - | -- | -- | ----- | --- | --- | ----- |
| 1.   | Russia     | 12 | 4 | 4 | 0 | 12 | 2  | 6,000 | 361 | 319 | 1,131 |
| 2.   | Bulgaria   | 9  | 4 | 3 | 1 | 10 | 3  | 3,333 | 331 | 283 | 1,169 |
| 3.   | Belgio     | 6  | 4 | 2 | 2 | 7  | 7  | 1,000 | 338 | 338 | 1,000 |
| 4.   | Thailandia | 3  | 4 | 1 | 3 | 4  | 10 | 0,400 | 312 | 331 | 0,942 |
| 5.   | Camerun    | 0  | 4 | 0 | 4 | 1  | 12 | 0,083 | 252 | 323 | 0,780 |

      Qualificata agli ottavi di finale.
      Qualificata al girone per il 17º posto.

#### Girone D

##### Risultati
| 24 agosto 2021 Azadi Volleyball Hall, Teheran Durata: 1h:12 - Spettatori: ? | Egitto    | 0 - 3 | Argentina       | 16-25, 10-25, 22-25              |
| 24 agosto 2021 Azadi Volleyball Hall, Teheran Durata: 1h:10 - Spettatori: ? | Germania  | 3 - 0 | Cuba            | 25-19, 25-19, 25-18              |
| 25 agosto 2021 Azadi Volleyball Hall, Teheran Durata: 1h:55 - Spettatori: ? | Argentina | 3 - 1 | Germania        | 25-23, 25-22, 19-25, 25-22       |
| 25 agosto 2021 Azadi Volleyball Hall, Teheran Durata: 0h:00 - Spettatori: 0 | Egitto    | 3 - 0 | Rep. Dominicana | 25-0, 25-0, 25-0                 |
| 26 agosto 2021 Azadi Volleyball Hall, Teheran Durata: 1h:33 - Spettatori: ? | Argentina | 3 - 1 | Cuba            | 25-18, 25-17, 23-25, 25-13       |
| 26 agosto 2021 Azadi Volleyball Hall, Teheran Durata: 0h:00 - Spettatori: 0 | Germania  | 3 - 0 | Rep. Dominicana | 25-0, 25-0, 25-0                 |
| 27 agosto 2021 Azadi Volleyball Hall, Teheran Durata: 1h:16 - Spettatori: ? | Egitto    | 0 - 3 | Germania        | 19-25, 15-25, 17-25              |
| 27 agosto 2021 Azadi Volleyball Hall, Teheran Durata: 0h:00 - Spettatori: 0 | Cuba      | 3 - 0 | Rep. Dominicana | 25-0, 25-0, 25-0                 |
| 28 agosto 2021 Azadi Volleyball Hall, Teheran Durata: 2h:06 - Spettatori: ? | Egitto    | 3 - 2 | Cuba            | 24-26, 27-25, 21-25, 25-23, 15-9 |
| 28 agosto 2021 Azadi Volleyball Hall, Teheran Durata: 0h:00 - Spettatori: 0 | Argentina | 3 - 0 | Rep. Dominicana | 25-0, 25-0, 25-0                 |

##### Classifica
| Pos. | Squadra         | Pt | G | V | P | SV | SP | Ratio | PF  | PS  | Ratio |
| ---- | --------------- | -- | - | - | - | -- | -- | ----- | --- | --- | ----- |
| 1.   | Argentina       | 12 | 4 | 4 | 0 | 12 | 2  | 6,000 | 342 | 213 | 1,605 |
| 2.   | Germania        | 9  | 4 | 3 | 1 | 10 | 3  | 3,333 | 317 | 201 | 1,577 |
| 3.   | Egitto          | 5  | 4 | 2 | 2 | 6  | 8  | 0,750 | 286 | 258 | 1,108 |
| 4.   | Cuba            | 4  | 4 | 1 | 3 | 6  | 9  | 0,666 | 312 | 285 | 1,094 |
| 5.   | Rep. Dominicana | 0  | 4 | 0 | 4 | 0  | 12 | 0,000 | 0   | 300 | 0,000 |

      Qualificata agli ottavi di finale.
      Qualificata al girone per il 17º posto.

### Finali 1º e 3º posto
|  | Ottavi di finale | Ottavi di finale | Ottavi di finale |  |  | Quarti di finale | Quarti di finale | Quarti di finale |         |   | Semifinali | Semifinali | Semifinali |          |   | Finale          | Finale          | Finale          |  |
|  |                  |                  |                  |  |  |                  |                  |                  |         |   |            |            |            |          |   |                 |                 |                 |  |
|  | 1D               | Argentina        | 3                |  |  |                  |                  |                  |         |   |            |            |            |          |   |                 |                 |                 |  |
|  | 4C               | Thailandia       | 0                |  |  | 1D               | Argentina        | 1                |         |   |            |            |            |          |   |                 |                 |                 |  |
|  | 2A               | Iran             | 3                |  |  | 2A               | Iran             | 3                |         |   |            |            |            |          |   |                 |                 |                 |  |
|  | 3B               | Rep. Ceca        | 0                |  |  |                  |                  |                  |         |   | 2A         | Iran       | 1          |          |   |                 |                 |                 |  |
|  | 2D               | Germania         | 3                |  |  |                  |                  | 1A               | Polonia | 3 |            |            |            |          |   |                 |                 |                 |  |
|  | 3C               | Belgio           | 2                |  |  | 2D               | Germania         | 0                |         |   |            |            |            |          |   |                 |                 |                 |  |
|  | 1A               | Polonia          | 3                |  |  | 1A               | Polonia          | 3                |         |   |            |            |            |          |   |                 |                 |                 |  |
|  | 4B               | Colombia         | 0                |  |  |                  |                  |                  |         |   | 1A         | Polonia    | 3          |          |   |                 |                 |                 |  |
|  | 1B               | Italia           | 3                |  |  |                  |                  |                  |         |   |            |            | 2C         | Bulgaria | 0 |                 |                 |                 |  |
|  | 4A               | Nigeria          | 0                |  |  | 1B               | Italia           | 2                |         |   |            |            |            |          |   |                 |                 |                 |  |
|  | 2C               | Bulgaria         | 3                |  |  | 2C               | Bulgaria         | 3                |         |   |            |            |            |          |   |                 |                 |                 |  |
|  | 3D               | Egitto           | 0                |  |  |                  |                  |                  |         |   | 2C         | Bulgaria   | 3          |          |   | Finale 3º posto | Finale 3º posto | Finale 3º posto |  |
|  | 2B               | Brasile          | 3                |  |  |                  |                  | 1C               | Russia  | 2 |            |            |            |          |   |                 |                 |                 |  |
|  | 3A               | India            | 0                |  |  | 2B               | Brasile          | 0                |         |   |            |            |            |          |   | 2A              | Iran            | 3               |  |
|  | 1C               | Russia           | 3                |  |  | 1C               | Russia           | 3                |         |   | 1C         | Russia     | 2          |          |   |                 |                 |                 |  |
|  | 4D               | Cuba             | 0                |  |  |                  |                  |                  |         |   |            |            |            |          |   |                 |                 |                 |  |

#### Ottavi di finale
| 30 agosto 2021 Azadi Volleyball Hall, Teheran Durata: 1h:08 - Spettatori: ?        | Bulgaria  | 3 - 0 | Egitto     | 25-14, 25-22, 25-12              |
| 30 agosto 2021 Palazzetto dello Sport Azadi, Teheran Durata: 1h:02 - Spettatori: ? | Italia    | 3 - 0 | Nigeria    | 25-14, 25-17, 25-15              |
| 30 agosto 2021 Azadi Volleyball Hall, Teheran Durata: 1h:07 - Spettatori: ?        | Russia    | 3 - 0 | Cuba       | 25-19, 25-18, 25-17              |
| 30 agosto 2021 Palazzetto dello Sport Azadi, Teheran Durata: 1h:07 - Spettatori: ? | Brasile   | 3 - 0 | India      | 25-19, 25-17, 25-23              |
| 30 agosto 2021 Azadi Volleyball Hall, Teheran Durata: 1h:03 - Spettatori: ?        | Argentina | 3 - 0 | Thailandia | 25-15, 25-17, 25-15              |
| 30 agosto 2021 Palazzetto dello Sport Azadi, Teheran Durata: 1h:11 - Spettatori: ? | Polonia   | 3 - 0 | Colombia   | 25-19, 25-22, 25-12              |
| 30 agosto 2021 Azadi Volleyball Hall, Teheran Durata: 2h:07 - Spettatori: ?        | Germania  | 3 - 2 | Belgio     | 17-25, 28-26, 17-25, 29-27, 15-9 |
| 30 agosto 2021 Palazzetto dello Sport Azadi, Teheran Durata: 1h:18 - Spettatori: ? | Iran      | 3 - 0 | Rep. Ceca  | 26-24, 25-20, 25-13              |

#### Quarti di finale
| 31 agosto 2021 Palazzetto dello Sport Azadi, Teheran Durata: 2h:26 - Spettatori: ? | Italia    | 2 - 3 | Bulgaria | 27-25, 25-27, 25-21, 29-31, 16-18 |
| 31 agosto 2021 Palazzetto dello Sport Azadi, Teheran Durata: 1h:50 - Spettatori: ? | Brasile   | 0 - 3 | Russia   | 19-25, 25-27, 15-25               |
| 31 agosto 2021 Palazzetto dello Sport Azadi, Teheran Durata: 1h:22 - Spettatori: ? | Germania  | 0 - 3 | Polonia  | 19-25, 23-25, 26-28               |
| 31 agosto 2021 Palazzetto dello Sport Azadi, Teheran Durata: 1h:43 - Spettatori: ? | Argentina | 1 - 3 | Iran     | 21-25, 26-24, 19-25, 11-25        |

#### Semifinali
| 1º settembre 2021 Palazzetto dello Sport Azadi, Teheran Durata: 1h:57 - Spettatori: ? | Bulgaria | 3 - 2 | Russia  | 14-25, 25-21, 25-20, 20-25, 15-13 |
| 1º settembre 2021 Palazzetto dello Sport Azadi, Teheran Durata: 1h:54 - Spettatori: ? | Iran     | 1 - 3 | Polonia | 24-26, 23-25, 25-23, 20-25        |

#### Finale 3º posto
| 2 settembre 2021 Palazzetto dello Sport Azadi, Teheran Durata: 2h:12 - Spettatori: ? | Iran | 3 - 2 | Russia | 25-14, 22-25, 27-25, 21-25, 15-6 |

#### Finale
| 2 settembre 2021 Palazzetto dello Sport Azadi, Teheran Durata: 1h:15 - Spettatori: ? | Polonia | 3 - 0 | Bulgaria | 25-20, 25-19, 25-19 |

### Finali 5º e 7º posto
|  | Semifinali | Semifinali | Semifinali |        |    | Finale 5º posto | Finale 5º posto | Finale 5º posto |  |
|  |            |            |            |        |    |                 |                 |                 |  |
|  | 1D         | Argentina  | 3          |        |    |                 |                 |                 |  |
|  | 1D         | Argentina  | 3          |        |    |                 |                 |                 |  |
|  | 2D         | Germania   | 0          |        |    |                 |                 |                 |  |
|  | 2D         | Germania   | 0          |        | 1D | Argentina       | 3               |                 |  |
|  |            |            |            |        | 1D | Argentina       | 3               |                 |  |
|  |            |            | 1B         | Italia | 1  |                 |                 |                 |  |
|  | 1B         | Italia     | 1B         | Italia | 1  | 3               |                 |                 |  |
|  | 1B         | Italia     |            |        |    | 3               |                 |                 |  |
|  | 2B         | Brasile    | 0          |        |    | Finale 7º posto | Finale 7º posto | Finale 7º posto |  |
|  | 2B         | Brasile    | 0          |        |    |                 |                 |                 |  |
|  |            |            |            |        |    |                 |                 |                 |  |
|  |            |            |            |        |    | 2D              | Germania        | 1               |  |
|  |            |            |            |        |    | 2D              | Germania        | 1               |  |
|  |            |            |            |        |    | 2B              | Brasile         | 3               |  |

#### Semifinali
| 1º settembre 2021 Palazzetto dello Sport Azadi, Teheran Durata: 1h:12 - Spettatori: ? | Argentina | 3 - 0 | Germania | 25-23, 25-18, 25-23 |
| 1º settembre 2021 Palazzetto dello Sport Azadi, Teheran Durata: 1h:08 - Spettatori: ? | Italia    | 3 - 0 | Brasile  | 25-18, 25-17, 25-18 |

#### Finale 7º posto
| 2 settembre 2021 Palazzetto dello Sport Azadi, Teheran Durata: 1h:54 - Spettatori: ? | Germania | 1 - 3 | Brasile | 17-25, 25-23, 24-26, 24-26 |

#### Finale 5º posto
| 2 settembre 2021 Palazzetto dello Sport Azadi, Teheran Durata: 1h:36 - Spettatori: ? | Argentina | 3 - 1 | Italia | 18-25, 25-20, 25-19, 25-21 |

### Finali 9º e 11º posto
|  | Quarti di finale | Quarti di finale | Quarti di finale |  |  | Semifinali | Semifinali | Semifinali |       |   | Finale 9º posto  | Finale 9º posto  | Finale 9º posto  |  |
|  |                  |                  |                  |  |  |            |            |            |       |   |                  |                  |                  |  |
|  | 4C               | Thailandia       | 1                |  |  |            |            |            |       |   |                  |                  |                  |  |
|  | 3B               | Rep. Ceca        | 3                |  |  | 3B         | Rep. Ceca  | 3          |       |   |                  |                  |                  |  |
|  | 3C               | Belgio           | 3                |  |  | 3C         | Belgio     | 1          |       |   |                  |                  |                  |  |
|  | 4B               | Colombia         | 0                |  |  |            |            |            |       |   | 3B               | Rep. Ceca        | 3                |  |
|  | 4A               | Nigeria          | 1                |  |  |            |            | 3A         | India | 1 |                  |                  |                  |  |
|  | 3D               | Egitto           | 3                |  |  | 3D         | Egitto     | 2          |       |   |                  |                  |                  |  |
|  | 3A               | India            | 3                |  |  | 3A         | India      | 3          |       |   |                  |                  |                  |  |
|  | 4D               | Cuba             | 0                |  |  |            |            |            |       |   | Finale 11º posto | Finale 11º posto | Finale 11º posto |  |
|  |                  |                  |                  |  |  |            |            |            |       |   |                  |                  |                  |  |
|  |                  |                  |                  |  |  |            |            |            |       |   | 3C               | Belgio           | 3                |  |
|  |                  |                  |                  |  |  |            |            |            |       |   | 3D               | Egitto           | 1                |  |

#### Quarti di finale
| 31 agosto 2021 Azadi Volleyball Hall, Teheran Durata: 1h:36 - Spettatori: ? | Nigeria    | 1 - 3 | Egitto    | 25-22, 19-25, 21-25, 23-25 |
| 31 agosto 2021 Azadi Volleyball Hall, Teheran Durata: 1h:04 - Spettatori: ? | India      | 3 - 0 | Cuba      | 25-20, 25-17, 25-17        |
| 31 agosto 2021 Azadi Volleyball Hall, Teheran Durata: 1h:45 - Spettatori: ? | Thailandia | 1 - 3 | Rep. Ceca | 22-25, 17-25, 25-23, 20-25 |
| 31 agosto 2021 Azadi Volleyball Hall, Teheran Durata: 1h:25 - Spettatori: ? | Belgio     | 3 - 0 | Colombia  | 32-30, 25-22, 25-17        |

#### Semifinali
| 1º settembre 2021 Azadi Volleyball Hall, Teheran Durata: 1h:47 - Spettatori: ? | Rep. Ceca | 3 - 1 | Belgio | 25-18, 25-18, 21-25, 25-20        |
| 1º settembre 2021 Azadi Volleyball Hall, Teheran Durata: 1h:52 - Spettatori: ? | Egitto    | 2 - 3 | India  | 25-16, 27-25, 26-28, 16-25, 12-15 |

#### Finale 11º posto
| 2 settembre 2021 Azadi Volleyball Hall, Teheran Durata: 1h:42 - Spettatori: ? | Belgio | 3 - 1 | Egitto | 23-25, 25-14, 25-19, 25-23 |

#### Finale 9º posto
| 2 settembre 2021 Azadi Volleyball Hall, Teheran Durata: 1h:31 - Spettatori: ? | Rep. Ceca | 3 - 1 | India | 25-21, 25-16, 22-25, 25-16 |

### Finali 13º e 15º posto
|  | Semifinali | Semifinali | Semifinali |  |  | Finale 13º posto | Finale 13º posto | Finale 13º posto |  |
|  |            |            |            |  |  |                  |                  |                  |  |
|  | 4C         | Thailandia | 3          |  |  |                  |                  |                  |  |
|  | 4B         | Colombia   | 2          |  |  | 4C               | Thailandia       | 3                |  |
|  | 4A         | Nigeria    | 3          |  |  | 4A               | Nigeria          | 2                |  |
|  | 4D         | Cuba       | 2          |  |  |                  |                  |                  |  |
|  |            |            |            |  |  |                  |                  |                  |  |
|  |            |            |            |  |  | Finale 15º posto |                  |                  |  |
|  |            |            |            |  |  |                  |                  |                  |  |
|  |            |            |            |  |  | 4B               | Colombia         | 0                |  |
|  |            |            |            |  |  | 4D               | Cuba             | 0                |  |

#### Semifinali
| 1º settembre 2021 Azadi Volleyball Hall, Teheran Durata: 1h:52 - Spettatori: ? | Thailandia | 3 - 2 | Colombia | 23-25, 25-21, 25-20, 19-25, 15-11 |
| 1º settembre 2021 Azadi Volleyball Hall, Teheran Durata: 1h:49 - Spettatori: ? | Nigeria    | 3 - 2 | Cuba     | 25-10, 25-20, 22-25, 20-25, 15-13 |

#### Finale 15º posto
| 2 settembre 2021 Azadi Volleyball Hall, Teheran Durata: 0h:00 - Spettatori: 0 | Colombia | 0 - 0 | Cuba | 0-0, 0-0, 0-0 |

#### Finale 13º posto
| 2 settembre 2021 Azadi Volleyball Hall, Teheran Durata: 1h:43 - Spettatori: ? | Thailandia | 3 - 2 | Nigeria | 25-15, 25-20, 17-25, 26-28, 15-13 |

### Girone 17º posto

#### Risultati
| 30 agosto 2021 Azadi Volleyball Hall, Teheran Durata: 0h:00 - Spettatori: 0    | Guatemala   | 0 - 0 | Rep. Dominicana | 0-0, 0-0, 0-0       |
| 30 agosto 2021 Azadi Volleyball Hall, Teheran Durata: 1h:03 - Spettatori: ?    | Bielorussia | 3 - 0 | Camerun         | 25-20, 25-13, 25-15 |
| 31 agosto 2021 Azadi Volleyball Hall, Teheran Durata: 0h:00 - Spettatori: 0    | Camerun     | 3 - 0 | Rep. Dominicana | 25-0, 25-0, 25-0    |
| 31 agosto 2021 Azadi Volleyball Hall, Teheran Durata: 0h:00 - Spettatori: 0    | Guatemala   | 0 - 3 | Bielorussia     | 0-25, 0-25, 0-25    |
| 1º settembre 2021 Azadi Volleyball Hall, Teheran Durata: 0h:00 - Spettatori: 0 | Bielorussia | 3 - 0 | Rep. Dominicana | 25-0, 25-0, 25-0    |
| 1º settembre 2021 Azadi Volleyball Hall, Teheran Durata: 0h:00 - Spettatori: 0 | Guatemala   | 0 - 3 | Camerun         | 0-25, 0-25, 0-25    |

#### Classifica
| Pos. | Squadra         | Pt | G | V | P | SV | SP | Ratio | PF  | PS  | Ratio |
| ---- | --------------- | -- | - | - | - | -- | -- | ----- | --- | --- | ----- |
| 1.   | Bielorussia     | 9  | 3 | 3 | 0 | 9  | 0  | MAX   | 225 | 48  | 4,687 |
| 2.   | Camerun         | 6  | 3 | 2 | 1 | 6  | 3  | 2,000 | 198 | 75  | 2,640 |
| 3.   | Rep. Dominicana | 0  | 3 | 0 | 2 | 0  | 6  | 0,000 | 0   | 150 | 0,000 |
| 4.   | Guatemala       | 0  | 3 | 0 | 2 | 0  | 6  | 0,000 | 0   | 150 | 0,000 |

## Classifica finale
| Pos     | Squadra         | Rosa                                                                     |
| ------- | --------------- | ------------------------------------------------------------------------ |
| Oro     | Polonia         | Template:Polonia maschile under 19 pallavolo mondiale 2021               |
| Argento | Bulgaria        | Template:Bulgaria maschile under 19 pallavolo mondiale 2021              |
| Bronzo  | Iran            | Template:Iran maschile under 19 pallavolo mondiale 2021                  |
| 4       | Russia          | Template:Russia maschile under 19 pallavolo mondiale 2021                |
| 5       | Argentina       | Template:Argentina maschile under 19 pallavolo mondiale 2021             |
| 6       | Italia          | Template:Italia maschile under 19 pallavolo mondiale 2021                |
| 7       | Brasile         | Template:Brasile maschile under 19 pallavolo mondiale 2021               |
| 8       | Germania        | Template:Germania maschile under 19 pallavolo mondiale 2021              |
| 9       | Rep. Ceca       | Template:Repubblica Ceca maschile under 19 pallavolo mondiale 2021       |
| 10      | India           | Template:India maschile under 19 pallavolo mondiale 2021                 |
| 11      | Belgio          | Template:Belgio maschile under 19 pallavolo mondiale 2021                |
| 12      | Egitto          | Template:Egitto maschile under 19 pallavolo mondiale 2021                |
| 13      | Thailandia      | Template:Thailandia maschile under 19 pallavolo mondiale 2021            |
| 14      | Nigeria         | Template:Nigeria maschile under 19 pallavolo mondiale 2021               |
| 15      | Colombia        | Template:Colombia maschile under 19 pallavolo mondiale 2021              |
| 15      | Cuba            | Template:Cuba maschile under 19 pallavolo mondiale 2021                  |
| 17      | Bielorussia     | Template:Bielorussia maschile under 19 pallavolo mondiale 2021           |
| 18      | Camerun         | Template:Camerun maschile under 19 pallavolo mondiale 2021               |
| 19      | Rep. Dominicana | Template:Repubblica Dominicana maschile under 19 pallavolo mondiale 2021 |
| 19      | Guatemala       | Template:Guatemala maschile under 19 pallavolo mondiale 2021             |

## Premi individuali
| Premio                | Nome               | Squadra  |
| --------------------- | ------------------ | -------- |
| MVP                   | Tytus Nowik        | Polonia  |
| Miglior palleggiatore | Stoil Palev        | Bulgaria |
| Miglior opposto       | Tytus Nowik        | Polonia  |
| Miglior schiacciatore | Aleksandăr Nikolov | Bulgaria |
| Miglior schiacciatore | Kamil Szymendera   | Polonia  |
| Miglior centrale      | Yousef Kazemi      | Iran     |
| Miglior centrale      | Jakub Majchrzak    | Polonia  |
| Miglior libero        | Kuba Hawryluk      | Polonia  |

## Statistiche
| Rendimento individuale | Rendimento individuale | Rendimento individuale | Rendimento individuale |
| Pos.                   | Nome                   | Punti                  | Squadra                |
| ---------------------- | ---------------------- | ---------------------- | ---------------------- |
| 1                      | Ferre Reggers          | 158                    | Belgio                 |
| 2                      | Aleksandăr Nikolov     | 147                    | Bulgaria               |
| 3                      | Miguel Ángel Martínez  | 129                    | Colombia               |
| 4                      | Michail Labinskij      | 127                    | Russia                 |
| 5                      | Luca Porro             | 122                    | Italia                 |

| Attacchi vincenti | Attacchi vincenti     | Attacchi vincenti | Attacchi vincenti |
| Pos.              | Nome                  | Punti             | Squadra           |
| ----------------- | --------------------- | ----------------- | ----------------- |
| 1                 | Ferre Reggers         | 131               | Belgio            |
| 2                 | Aleksandăr Nikolov    | 121               | Bulgaria          |
| 3                 | Miguel Ángel Martínez | 108               | Colombia          |
| 3                 | Michail Labinskij     | 108               | Russia            |
| 3                 | Timofei Tikhonov      | 108               | Russia            |

| Muri vincenti | Muri vincenti         | Muri vincenti | Muri vincenti |
| Pos.          | Nome                  | Punti         | Squadra       |
| ------------- | --------------------- | ------------- | ------------- |
| 1             | Jakub Klajmon         | 32            | Rep. Ceca     |
| 2             | Imanol Salazar        | 26            | Argentina     |
| 3             | Jakub Majchrzak       | 22            | Polonia       |
| 4             | Miguel Ángel Martínez | 21            | Colombia      |
| 5             | Yousef Kazemi         | 18            | Iran          |

| Battute vincenti | Battute vincenti   | Battute vincenti | Battute vincenti |
| Pos.             | Nome               | Punti            | Squadra          |
| ---------------- | ------------------ | ---------------- | ---------------- |
| 1                | Kirill Vlasov      | 19               | Russia           |
| 2                | Aleksandăr Nikolov | 17               | Bulgaria         |
| 3                | Poriya Khanzadeh   | 12               | Iran             |
| 4                | Luca Porro         | 11               | Italia           |
| 4                | Michail Labinskij  | 11               | Russia           |